# Bredforsen (naturreservat)
Bredforsen är ett naturreservat i Gävle kommun i Gävleborgs län.
Området är naturskyddat sedan 1999 och är 222 hektar stort. Reservatet omfattar mark och vatten i nedre Dalälven och består av betesmarker, ängsmark och en del ädellövskog.